# زائده غرابی
زائده غُرابی یا کوراکوئید (انگلیسی: Coracoid process) زائده‌ای در قسمت فوقانی خارجی استخوان کتف است. زائده غرابی به صورت یک برجستگی در جلوی استخوان کتف (سطح قدامی) می‌باشد. این افزونه شکلی مانند نوک کلاغ دارد و نام‌گذاری آن نیز به غراب (کلاغ بزرگ‌جثه) اشاره دارد.
کنار فوقانی استخوان کتف نازک و تیز است و در انتهای خارجی آن یک بریدگی هلالی دیده می‌شود که همان زائده غرابی است. به این زائده سر کوتاه زردپی دوسر بازویی، ماهیچه سینه‌ای کوچک، ماهیچه غرابی‌بازویی، رباط‌های غرابی‌سرشانه‌ای (کوراکوآکرومیال)، غرابی‌ترقوه‌ای (کوراکوکلاویکولار) و غرابی‌بازویی (کوراکوهومرال) متصل می‌شوند.

## نگارخانه

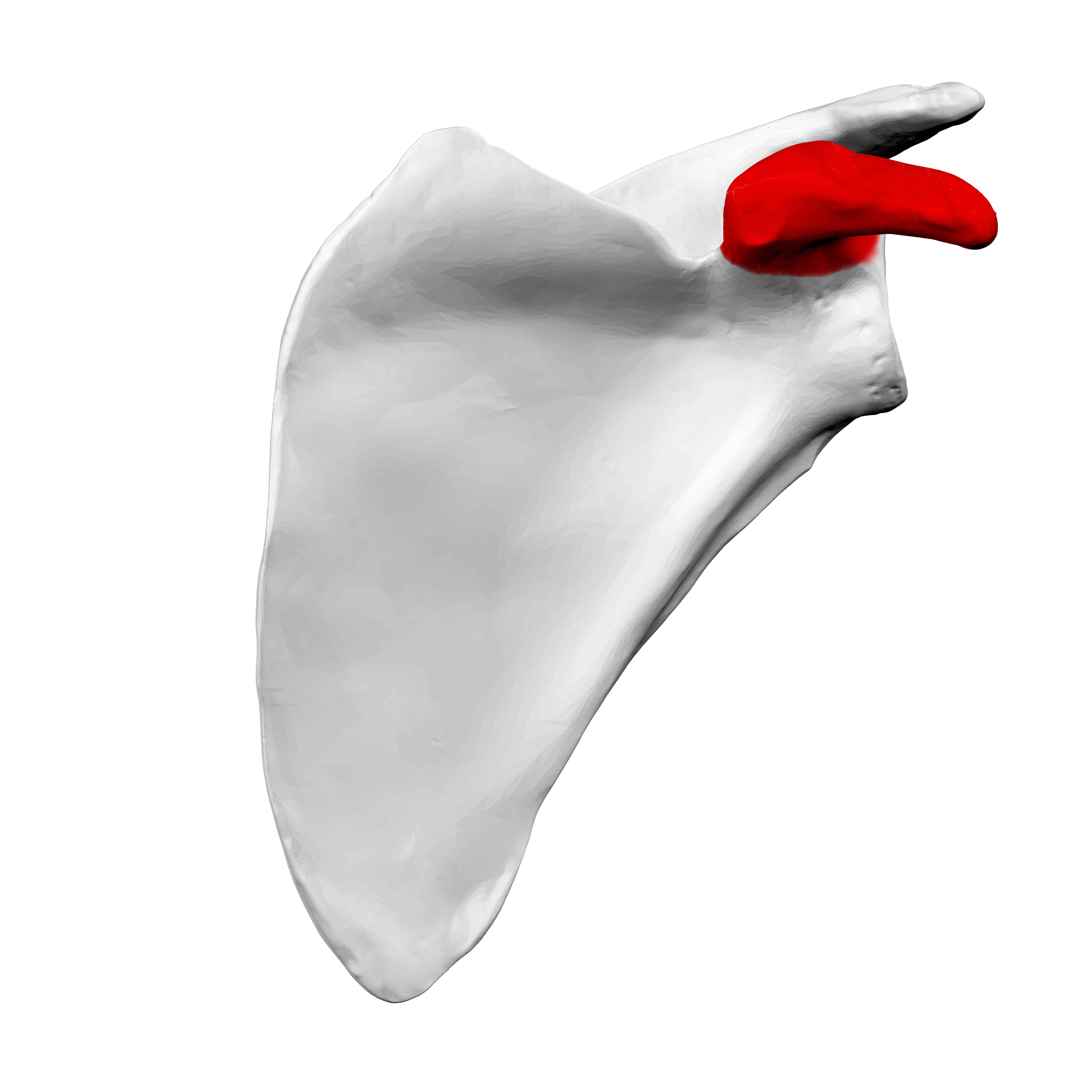
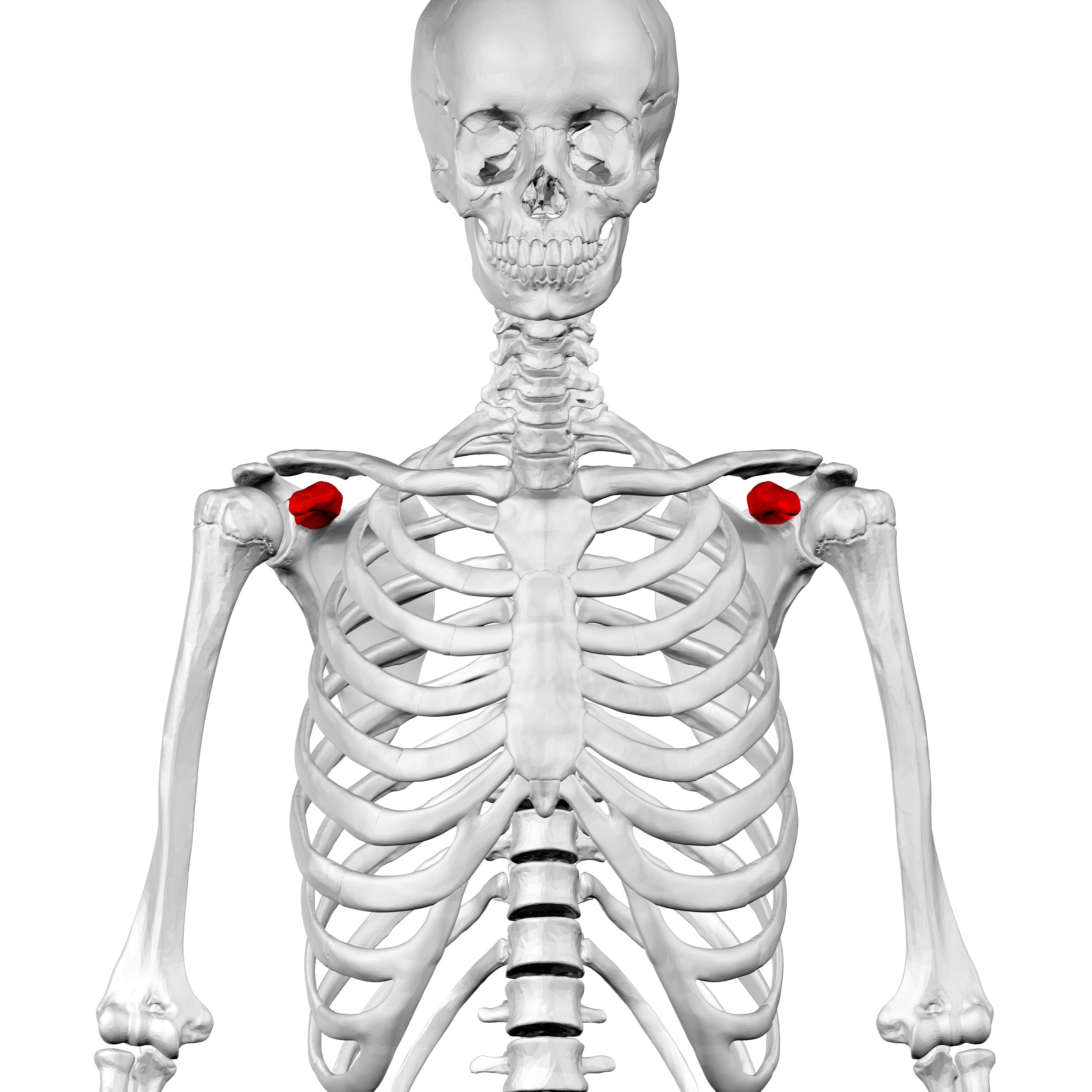
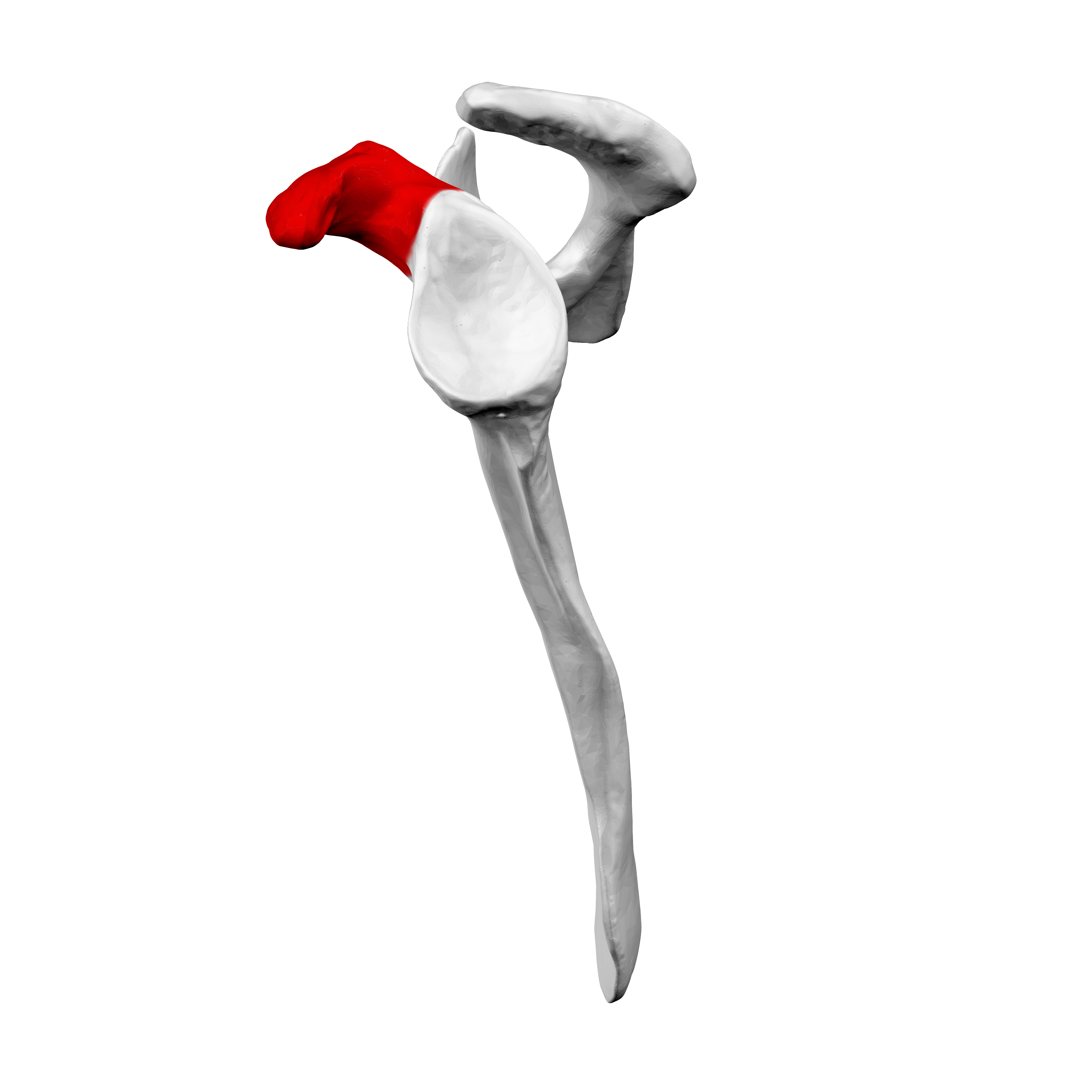
.